# Lernout & Hauspie
Lernout & Hauspie Speech Products, ou L&H, foi uma empresa belga de tecnologia de reconhecimento de fala,  fundada por Jo Lernout e Pol Hauspie, que faliu em 2001.
 A empresa tinha sede em Ypres, Flanders, em que foi chamada Flanders Language Valley (imitando o Vale do Silício).